# NGC 3268
NGC 3268 este o brightest cluster galaxy⁠(d) situată în constelația Mașina Pneumatică. A fost descoperită în 18 aprilie 1835 de către John Herschel. Se află la o distanță de 35,32 de megaparseci de Pământ.